# Bocanderska husen

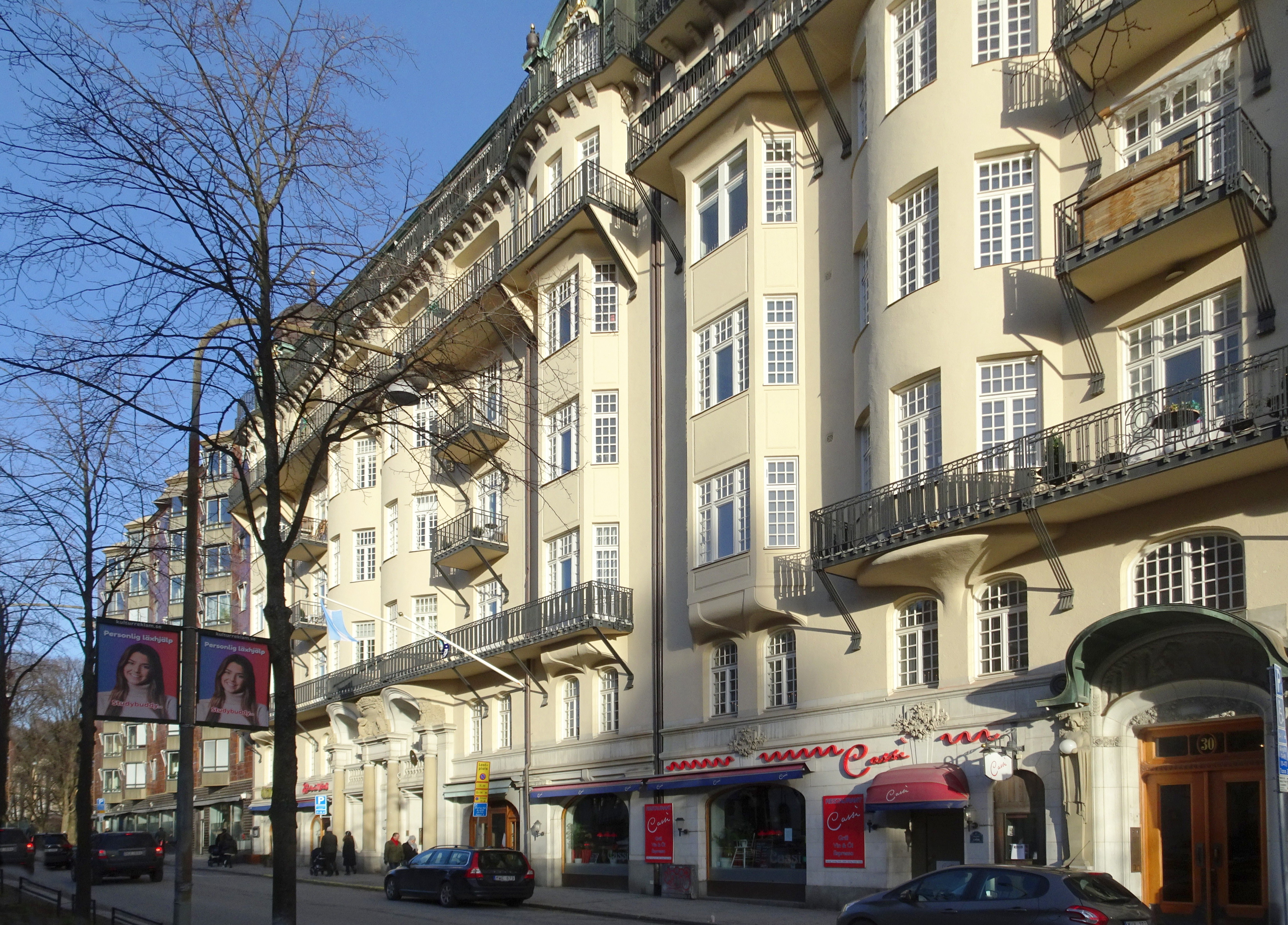
Bocanderska husen, Narvavägen 30–32, januari 2021.

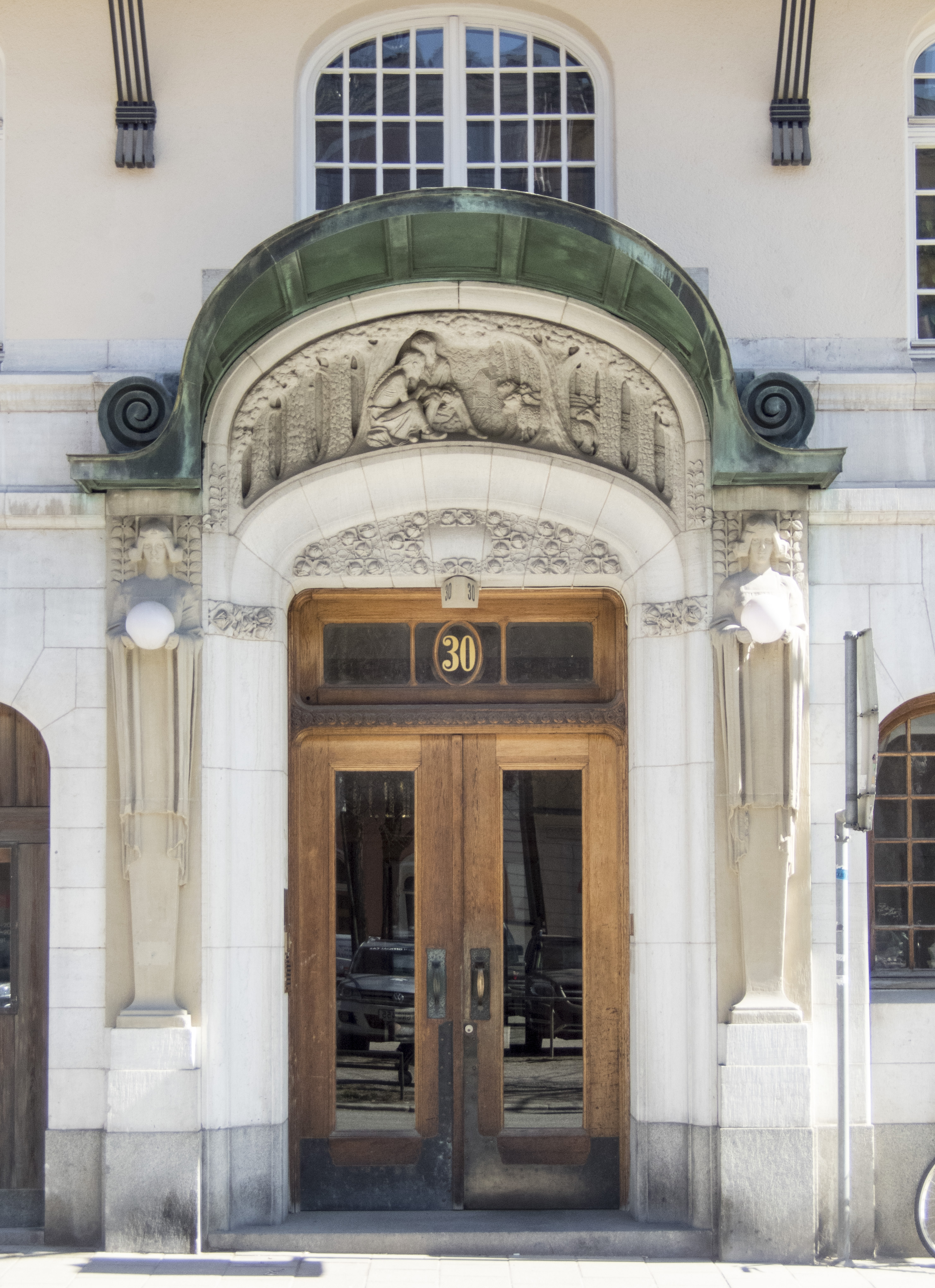
Narvavägen 30, entréportal.

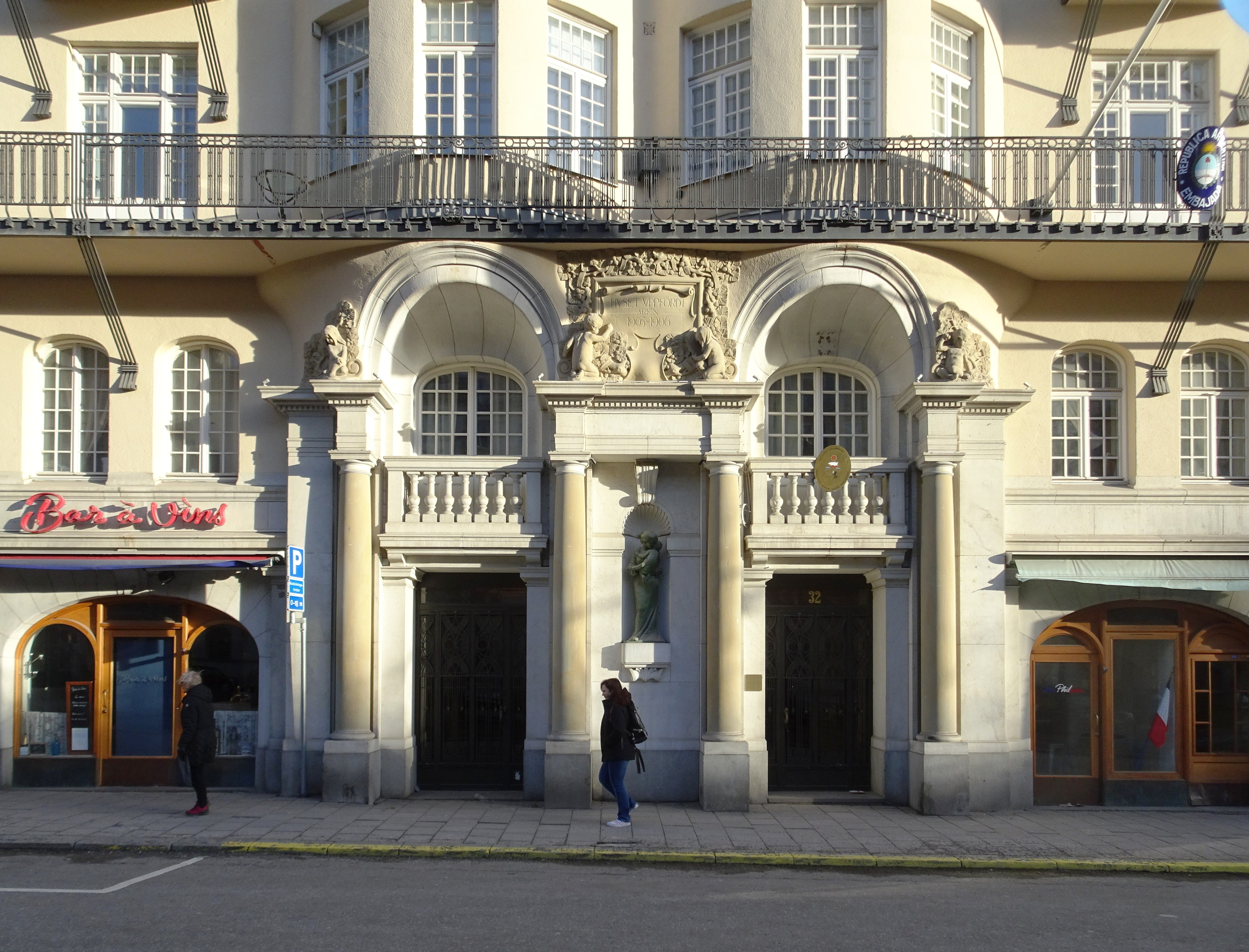
Dubbelportalen Narvavägen 32.

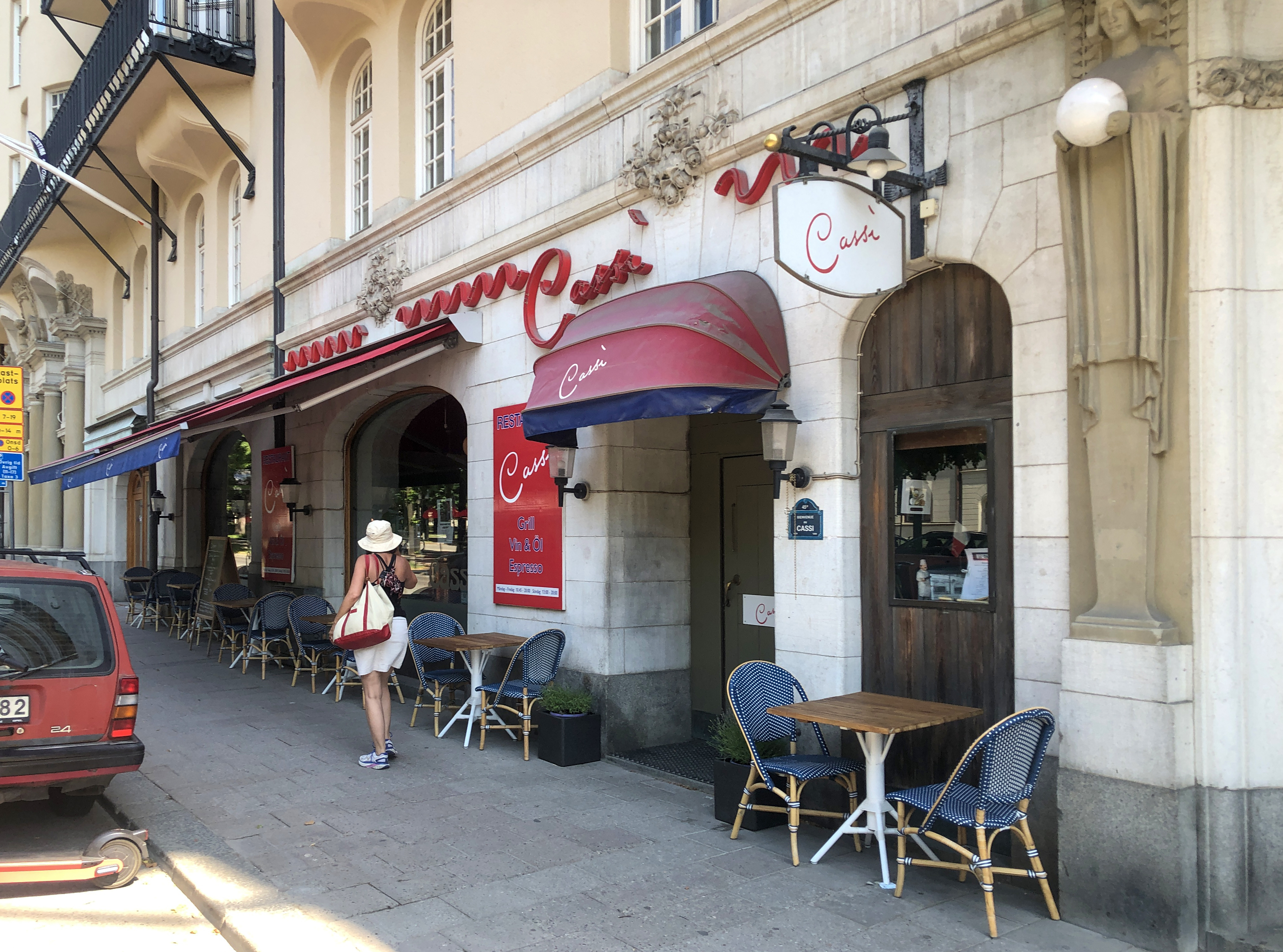
Restaurang Cassi.

Bocanderska husen är två intilliggande kontors- och bostadsfastigheter i kvarteret Fanan vid Narvavägen 30–32 på Östermalm i Stockholm. Husen är blåmärkta av Stadsmuseet i Stockholm vilket innebär "att bebyggelsen bedöms ha synnerligen höga kulturhistoriska värden".

## Historik
På dubbelfastigheten Fanan 26 (sammanslagen av Fanan 26 och 27), belägen mellan Bromska palatset och dåvarande Strindbergshuset, uppfördes 1905–1908 de så kallade Bocanderska husen. De är uppkallade efter byggherren Per S. Bocander som räknas till de stora fastighetsspekulanterna i dåtidens Stockholm och lät uppföra de båda husen vid Narvavägen. Han kom själv att bo på adressen Narvavägen 30 fram till sin död 1921, varefter det innehades av änkan. Byggnadskomplexet gestaltades i  jugendstil efter ritningar av det vid tiden ofta anlitade arkitektkontoret Hagström & Ekman. Fastigheten Fanan 26/27 var den sista tomten som bebyggdes vid den nyanlagda Narvavägen. 
Tomten ägdes av byggmästaren Carl Oscar Lundbergs fastighetsbolag och övergick efter dennes död år 1900 till hans arvingar som sålde den i en sorts bytesaffär till Bocander. Han ägde flera fastigheter i Stockholm, bland dem Pumpstocken 12 (Birger Jarlsgatan 15) och Rännilen 11 (Biblioteksgatan 8), båda ritade av Hagström & Ekman, vilka han 1905 sålde för 1 750 000 miljoner kronor till C.O. Lundbergs fastighetsbolag.
Det ståtliga byggnadskomplexet består av två åtskilda hus som exteriört gavs ungefär samma utseende. Fasaden dekorerades med burspråk och långa hophängande balkonger samt några enskilda balkonger samtliga i smide. Nedre våningen utfördes i ljus sten medan fasaderna i övrigt är putsade. Portalöverstycken till entrén Narvavägen 30 utfördes i dekorhuggen sten med figurala motiv. På ömse sidor om porten som syddas av en baldakin i koppar märks kvinnofigurer som bär upp stora ljusglober. Narvavägen 32 uppvisar en magnifik portalkomposition i natursten omfattande två entréer med en skulptur föreställande mor och barn i nischen däremellan. 
För att inte verkar alltför dominerande mot det lägre grannhuset, Bromska palatset, trappade arkitekterna ner byggnadens höjd mot söder. Inåt gården omsluter byggnaderna en rymlig innergård som ursprungligen hade planteringar, sedan 1920 är den överbyggd och delvis asfalterad. Till gården leder en trappuppgång som är inglasad med blyspröjsade och växtdekorerade glas i olika färger. Bocanders nya hus vände sig till dåtidens välbärgade borgarklass som kunde hyra lägenheter mellan fyra och tio rum. Allt var modern och luxuös. Bland tekniska finesser fanns centralvärme, indragen elektricitet och elektriska hissar. 
Enligt en samtida tidningsartikel blev även ”ekonomia-avdelningarna (köken) väl tillgodosedda med bland annat hiss i kökstrappan”.  I anslutning till köken fanns serveringsgång och jungfrurum (ibland två per lägenhet). Lägenheterna bevarar till stor del ursprunglig inredning såsom fyllningsdörrar, boaserade väggar med listverk i form av pilastrar för tapetfält, mönsterlagda parkettgolv och paneler av olika slag.

## Ägare och hyresgäster
År 2003 förvärvades fastigheten av bostadsrättsföreningen Fanan 26-27 som lät genomföra en omfattande upprustning. Bland hyresgästerna märks restaurangerna Oscar och Cassi, argentinska, och tunisiska ambassaderna. Fastigheten uppmärksammades 2011 då Nordea köpte en 256 m² stor representationsvåning  för sin VD Christian Clausen.2018 drabbades fastigheten av en större brand då en person medvetet tände eld på en soffa i dåvarande Portugals ambassad vilket utvecklades till en av de största bränderna i Stockholm det året. Förutom ambassaden som totalförstördes drabbades fyra lägenheter till av stora skador, återställandet efter branden tog tre år.